# Günter Kunert

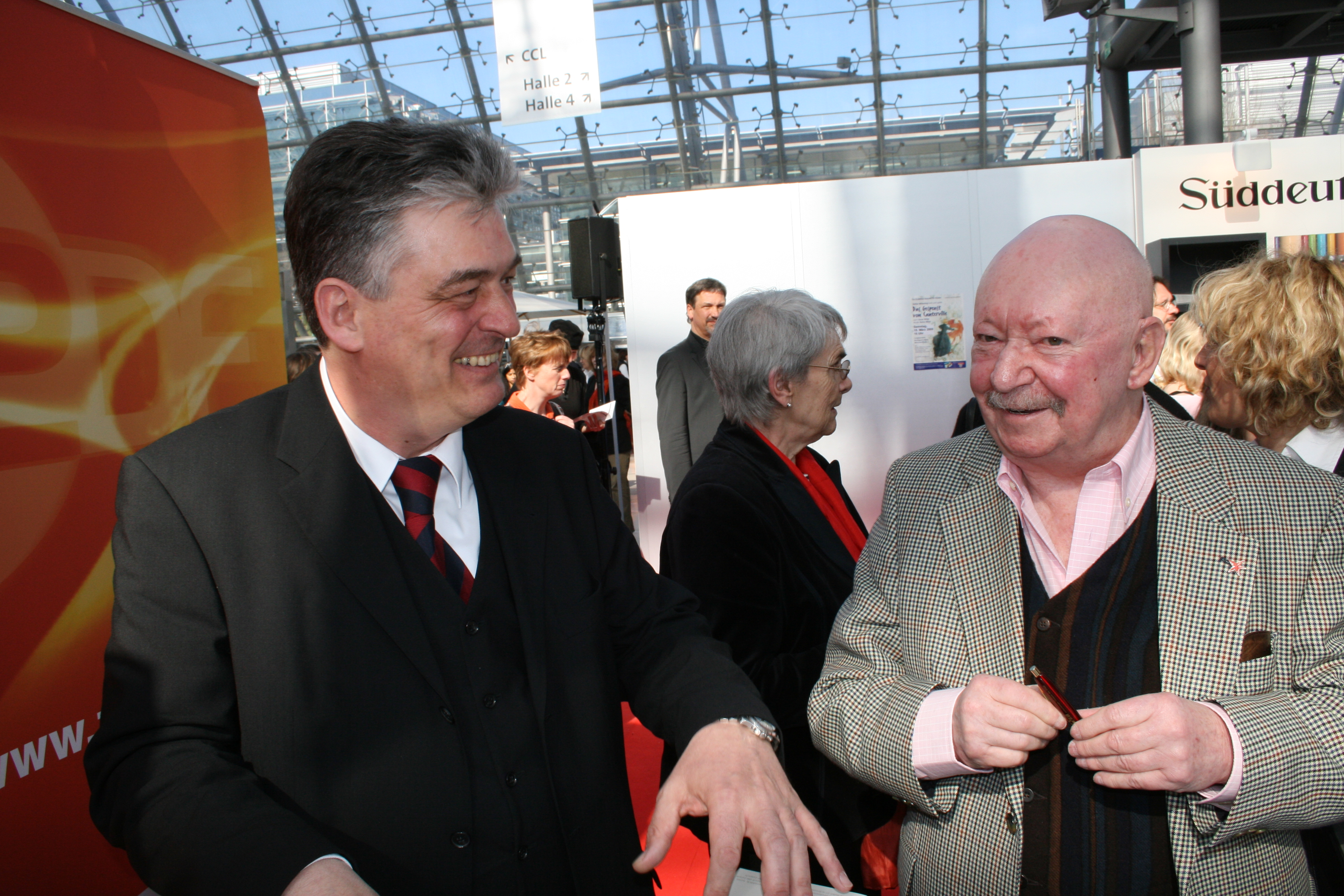
Günter Kunert (rechts) im Gespräch mit Carl-Ludwig Paeschke, 2008

Günter Kunert (geboren am 6. März 1929 in Berlin; gestorben am 21. September 2019 in Kaisborstel) war ein deutscher Lyriker und Schriftsteller. Sein Werk behandelt vor allem die beiden deutschen Staaten in der Zeit der Teilung, das heißt die Kompliziertheit ihrer Wechselbeziehungen und ihre unterschiedlichen Befindlichkeiten, sowie dann das wiedervereinigte Deutschland.

## Leben
Günter Kunert war es nach dem Besuch der Volksschule auf Grund der nationalsozialistischen Rassengesetze (seine Mutter war Jüdin) nicht möglich, eine höhere Schule zu besuchen. Ab 1946 studierte er in Ost-Berlin als einer der ersten Studenten an der Weißenseer Kunsthochschule fünf Semester Grafik, dann brach er sein Studium ab. 1948 trat er der SED bei. Er lernte Bertolt Brecht und Johannes R. Becher kennen.
Seit Mitte der 1960er Jahre pflegte er eine jahrelange enge Freundschaft zu dem Kollegen Nicolas Born, und einen intensiven Briefwechsel, der 1978 kurzzeitig zu einem zur Veröffentlichung vorgesehenen Schriftwechsel wurde.
1972/73 war er Gastdozent an der University of Texas in Austin, 1975 an der University of Warwick in England.
Er gehörte 1976 zu den Erstunterzeichnern der Petition gegen die Ausbürgerung von Wolf Biermann. Daraufhin wurde ihm 1977 die SED-Mitgliedschaft entzogen. 1979 ermöglichte ihm ein mehrjähriges Visum das Verlassen der DDR. Kunert ließ sich mit seiner Frau Marianne in Kaisborstel bei Itzehoe nieder, wo er bis zuletzt als freier Schriftsteller lebte. Über seine Übersiedlung nach Itzehoe/Kaisborstel und seine Haltung zur Ausbürgerung Wolf Biermanns gibt er in drei kurzen autobiographischen Texten Auskunft, die 2023 erschienen sind.
Kunert gilt als einer der vielseitigsten und bedeutendsten Gegenwartsschriftsteller. Neben der Lyrik sind es Kurzgeschichten (Parabeln) und Erzählungen, Essays, autobiographische Aufzeichnungen, Aphorismen, Glossen und Satiren, Märchen und Science-Fiction, Hörspiele, Reden, Reiseskizzen, Drehbücher, eine Vielzahl von Vor- und Nachworten zu Veröffentlichungen von anderen Autoren, Libretti, Kinderbücher, ein Roman, ein Drama und anderes mehr, die Kunerts kaum noch überschaubares schriftstellerisches Werk ausmachen. Ab 1963 hatte er mit Carl Hanser einen westdeutschen Verlag gefunden.
Viele seiner Texte wurden von Kurt Schwaen vertont. Auch als Maler und Zeichner ist Kunert hervorgetreten.
In seinen Arbeiten nahm er eine kritische Haltung zu Themen wie Fortschrittsgläubigkeit, Nationalsozialismus und Politik des DDR-Regimes ein. Während seine frühen Gedichte, pädagogisch-kritisch argumentierend, dem sozialistischen Realismus verpflichtet waren und dem Fortschritt dienen sollten, nahm er später eine zunehmend skeptische und pessimistische Haltung ein. Er selbst sah sich allerdings „stets als Realist und nicht als Pessimist“.
Günter Kunert war seit 1981 Mitglied der Deutschen Akademie für Sprache und Dichtung, seit 1988 Mitglied der Freien Akademie der Künste Hamburg, 2005–2018 Vorstandspräsident des P.E.N.-Zentrum deutschsprachiger Autoren im Ausland und seit 2008 Ehrenmitglied des Fördervereins Gefangenenbüchereien e. V.
Im Februar 2019 erschien unter dem Titel Die zweite Frau im Wallstein Verlag ein mehr als 40 Jahre zuvor entstandener, bis dahin unbekannter Roman, dessen Manuskript von Kunert „vor kurzem zufällig in einer Truhe entdeckt“ worden war.
Günter Kunert starb im September 2019 im Alter von 90 Jahren zu Hause an den Folgen einer Lungenentzündung –, zwei Tage vor dem Erscheinen seines letzten Gedichtbandes. Seine letzte Ruhestätte befindet sich auf dem Jüdischen Friedhof Berlin-Weißensee.

## Auszeichnungen
- 1962 Heinrich-Mann-Preis
- 1973 Johannes-R.-Becher-Medaille
- 1979 Georg-Mackensen-Literaturpreis
- 1980 Ehrengabe des Kulturpreises im Bundesverband der Deutschen Industrie
- 1983/84 Stadtschreiber von Bergen
- 1985 Heinrich-Heine-Preis der Stadt Düsseldorf
- 1988 Dr. h. c. (Allegheny College Meadville, Pennsylvania, USA)
- 1989 Bundesverdienstkreuz 1. Klasse
- 1990 Mainzer Stadtschreiber
- 1991 Friedrich-Hölderlin-Preis der Stadt Bad Homburg
- 1991 Ernst-Robert-Curtius-Preis für Essayistik
- 1996 Hans-Sahl-Preis
- 1997 Georg-Trakl-Preis für Lyrik
- 1999 Prix Aristeion der Europäischen Union
- 2005 Dr. h. c. (Juniata College Huntingdon, Pennsylvania, USA)
- 2005 Dr. h. c. (Università degli Studi di Torino, Italien)
- 2009 Norddeutscher Kulturpreis des Landeskulturverbandes Schleswig-Holstein
- 2009 America Award (Green Integer, Los Angeles)
- 2010 Dr. h. c. (Dickinson College Carlisle, Pennsylvania, USA)
- 2010 Ehrenmitgliedschaft im Verein Deutsche Sprache[7]
- 2011 Preis der Frankfurter Anthologie
- 2012 Großes Verdienstkreuz der Bundesrepublik Deutschland mit Stern[8]
- 2014 Kunstpreis des Landes Schleswig-Holstein

## Darstellung Kunerts in der bildenden Kunst
- Jürgen Schäfer: Ehrung für Günter Kunert (1977, Lithografie)

## Werke

### Bücher (Auswahl)

#### Hauptwerke
- Wegschilder und Mauerinschriften. Gedichte. Aufbau-Verlag, Berlin (DDR) 1950.
- Der ewige Detektiv und andere Geschichten. Erzählungen. Eulenspiegel Verlag, Berlin (DDR) 1954.
- Unter diesem Himmel. Gedichte. Aufbau-Verlag, Berlin (DDR) 1955.
- Tagwerke. Gedichte – Lieder – Balladen. Gedichte / Prosa. Mitteldeutscher Verlag, Halle a. d. Saale 1961.
- Das kreuzbrave Liederbuch. Gedichte. Aufbau-Verlag, Berlin (DDR) 1961.
- Erinnerung an einen Planeten. Gedichte aus fünfzehn Jahren. Carl Hanser Verlag, München 1963.
  - Erinnerung an einen Planeten. Gedichte. Mit Zeichnungen des Autors. Wilhelm Heyne Verlag, München 1980.
- Tagträume. Kurzprosa. Carl Hanser Verlag, München 1964.
- Der ungebetene Gast. Gedichte. Aufbau-Verlag, Berlin/Weimar 1965.
- Unschuld der Natur. 52 Figurationen leibhafter Liebe. Gedichte. Aufbau-Verlag, Berlin/Weimar 1966.
- Verkündigung des Wetters. Gedichte. Carl Hanser Verlag, München 1966.
- Im Namen der Hüte. Roman. Carl Hanser Verlag, München 1967.
  - Im Namen der Hüte. Roman. Deutscher Taschenbuch Verlag, München 1970. (= sonderreihe dtv. 88).
  - Im Namen der Hüte. Roman, Illustrationen von Jürgen Schäfer. Eulenspiegel Verlag, Ost-Berlin 1976.
  - Im Namen der Hüte. Roman. Fischer Taschenbuch Verlag, Frankfurt am Main 1979. (= Fischer Taschenbücher. 2085).
- Die Beerdigung findet in aller Stille statt. Erzählungen. Carl Hanser Verlag, München 1968.
  - Die Beerdigung findet in aller Stille statt. Erzählungen. Deutscher Taschenbuch Verlag, München 1984. (= dtv. 10262).
- Kramen in Fächern. Geschichten – Parabeln – Merkmale. Aufbau-Verlag, Berlin/Weimar 1968.
- Poesiealbum 8. Gedichte. Verlag Neues Leben, Berlin 1968; 2. erw. Aufl., Märkischer Verlag, Wilhelmshorst 2019; 3. neueingerichtete Aufl., Märkischer Verlag, Wilhelmshorst 2012
- Ortsangaben. Kurzprosa. Aufbau-Verlag, Berlin/Weimar 1970.
- Warnung vor Spiegeln. Gedichte. Carl Hanser Verlag, München 1970.
  - Warnung vor Spiegeln. Gedichte. Buch und Media, München 2000. (= Lyrikedition 2000).
- Notizen in Kreide. Gedichte. Verlag Philipp Reclam Jun., Leipzig 1970.
  - Notizen in Kreide. Gedichte. Reclam Verlag, 2., erw. Auflage, Leipzig 1975.
- Offener Ausgang. Gedichte. Aufbau-Verlag, Berlin/Weimar 1972.
- Tagträume in Berlin und andernorts. Kleine Prosa, Erzählungen, Aufsätze. Carl Hanser Verlag, München 1972.
  - Tagträume in Berlin und andernorts. Kleine Prosa. Erzählungen. Aufsätze. Fischer Taschenbuch Verlag, Frankfurt am Main 1974. (= Fischer Taschenbücher. 1437).
  - Tagträume in Berlin und andernorts. Kleine Prosa. Erzählungen. Aufsätze. Deutscher Bücherbund. Stuttgart, Hamburg, München 1992.
- Die geheime Bibliothek. Kurzprosa. Aufbau-Verlag, Berlin/Weimar 1973.
- Gast aus England. Erzählung. Carl Hanser Verlag, München 1973.
  - Gast aus England. Erzählung. Wilhelm Heyne Verlag, München 1981. (= Neue Literatur. 3).
- Im weiteren Fortgang. Gedichte. Carl Hanser Verlag, München 1974.
- Das kleine Aber. Gedichte. Aufbau-Verlag, Berlin/Weimar 1975.
- Der andere Planet. Ansichten von Amerika. Prosa. Aufbau-Verlag, Berlin/Weimar 1974.
  - Der andere Planet. Ansichten von Amerika. Carl Hanser Verlag, München 1975.
  - Der andere Planet. Ansichten von Amerika. Aufbau-Verlag, Berlin/Weimar 1976. (bb-Taschenbuch. 346).
  - Der andere Planet. Ansichten von Amerika. Deutscher Taschenbuch Verlag, München 1982. (= dtv. 1781).
- Der Mittelpunkt der Erde. Kurzprosa. Mit Zeichnungen des Autors. Eulenspiegel Verlag, Berlin (DDR) 1975.
- Warum schreiben. Notizen zur Literatur. Essays. Carl Hanser Verlag, München 1976 / Aufbau-Verlag, Berlin/Weimar 1976.
- Unterwegs nach Utopia. Gedichte. Carl Hanser Verlag, München 1977.
  - Unterwegs nach Utopia. Gedichte. Aufbau-Verlag, Berlin/Weimar 1980. (Nur in Teilen mit der Hanser-Ausgabe identisch)
- Ein anderer K. Hörspiele. Aufbau-Verlag, Berlin/Weimar 1977.
- Verlangen nach Bomarzo. Reisegedichte. Mit Zeichnungen des Autors. Carl Hanser Verlag, München 1978 / Reclam Verlag, Leipzig 1978.
  - Verlangen nach Bomarzo. Reisegedichte. Mit 12 Federzeichnungen von Günter Kunert. Fischer Taschenbuch Verlag, Frankfurt am Main 1981. (= Fischer Taschenbücher. 5018).
- Camera obscura. Kurzprosa. Carl Hanser Verlag, München 1978.
  - Camera obscura. Kurzprosa. Fischer Taschenbuch Verlag, Frankfurt am Main 1980. (= Fischer Taschenbücher. 2108).
- Ein englisches Tagebuch. Reisetagebuch. Aufbau-Verlag, Berlin/Weimar 1978.
  - Ein englisches Tagebuch. Deutscher Taschenbuch Verlag, München 1980. (= dtv. 6310 Neue Reihe).
- Ziellose Umtriebe. Nachrichten vom Reisen und vom Daheimsein. Kurzprosa. Aufbau-Verlag, Berlin/Weimar 1979.
  - Ziellose Umtriebe. Nachrichten vom Reisen und vom Daheimsein. Kurzprosa. DTV, München 1981. (Nicht in allen Teilen identisch mit der Aufbau-Ausgabe)
- Kurze Beschreibung eines Moments der Ewigkeit. Kurzprosa. Reclam Verlag, Leipzig 1980.
- Abtötungsverfahren. Gedichte. Carl Hanser Verlag, München 1980.
- Verspätete Monologe. Reflexionen. Carl Hanser Verlag, München 1981.
  - Verspätete Monologe. Reflexionen. Deutscher Taschenbuch Verlag, München 1984. (= dtv, 10224).
- Diesseits des Erinnerns. Essays / Aufsätze. Carl Hanser Verlag, München 1982.
  - Diesseits des Erinnerns. Essays / Aufsätze. Deutscher Taschenbuch Verlag, München 1985. (= dtv. 10438).
- Stilleben. Gedichte. Carl Hanser Verlag, München 1983.
  - Stilleben. Gedichte. Mit einem Nachwort von Karl Riha. Deutscher Taschenbuch Verlag, München 1992. (= dtv Studio. 19010).
- Zurück ins Paradies. Geschichten. Carl Hanser Verlag, München 1984.
  - Zurück ins Paradies. Geschichten. Deutscher Taschenbuch Verlag, München 1987. (= dtv. 10701).
- Berlin beizeiten. Gedichte. Carl Hanser Verlag, München 1987.
  - Berlin beizeiten. Gedichte. Fischer Taschenbuch Verlag, Frankfurt am Main 1989. (= Fischer Taschenbücher. 9567).
- Fremd daheim. Gedichte. Carl Hanser Verlag, München 1990.
- Die letzten Indianer Europas. Kommentare zum Traum, der Leben heißt. Essays. Carl Hanser Verlag, München 1991.
- Der Sturz vom Sockel. Feststellungen und Widersprüche. Betrachtungen und Polemiken. Carl Hanser Verlag. München 1992.
- Im toten Winkel. Ein Hausbuch. Betrachtungen und Reflexionen. Carl Hanser Verlag, München 1992.
- Baum. Stein. Beton. Reisen zwischen Ober- und Unterwelt. Reise-Essays. Carl Hanser Verlag, München 1994.
- Mein Golem. Gedichte. Carl Hanser Verlag, München 1996.
- Nacht Vorstellung. Gedichte. Carl Hanser Verlag, München 1999.
- Erwachsenenspiele. Erinnerungen. Autobiographie (umfasst den Zeitraum bis zur Ausreise 1979). Carl Hanser Verlag, München 1997.
  - Erwachsenenspiele. Erinnerungen. Deutscher Taschenbuch Verlag, München 1999. (= dtv. 12672).
  - Erwachsenenspiele. Erinnerungen. Deutscher Taschenbuch Verlag, München 2002. (= dtv. 20472).
- Nachrichten aus Ambivalencia. Erinnerungen. Aphorismen. Reflexionen. Wallstein Verlag, Göttingen 2001.
- So und nicht anders. Ausgewählte und neue Gedichte. München: Carl Hanser Verlag. 2002.
- Kopfzeichen vom Verratgeber. Gedichte und Hinterglasmalereien. Ullstein Verlag, Berlin, München 2002.
- Die Botschaft des Hotelzimmers an den Gast. Aufzeichnungen. Erinnerungen. Aphorismen. Reflexionen. Carl Hanser Verlag, München 2004, ISBN 3-446-20460-1.
- Ohne Botschaft. Gedichte. Verlag zu Klampen, Springe 2005.
- Irrtum ausgeschlossen. Geschichten zwischen gestern und morgen. Erzählungen. Carl Hanser Verlag, München 2006.
- Der alte Mann spricht mit seiner Seele. Gedichte und Zeichnungen. Wallstein Verlag, Göttingen 2006.
- Auskunft für den Notfall. Essays, Aufsätze, Reden. Hrsg. von Hubert Witt, Carl Hanser Verlag, München 2008, ISBN 3-446-20991-3.
- Als das Leben umsonst war. Gedichte. Carl Hanser Verlag, München 2009.
- Das letzte Wort hat keiner. Über Schriftsteller und Schriftstellerei. Aufsätze, Essays, Reden und Notate. Wallstein Verlag, Göttingen 2009.
- Die Geburt der Sprichwörter. Notate. Wallstein Verlag, Göttingen 2011.
- Tröstliche Katastrophen. Aufzeichnungen 1999–2011. Reflexionen. Notate. Erinnerungen. Aphorismen. Carl Hanser Verlag, München 2013, ISBN 3-446-24129-9.
- Fortgesetztes Vermächtnis. Gedichte. Auswahl und Nachwort von Hubert Witt. Carl Hanser Verlag, München 2014.
- Vertrackte Affären. Geschichten. Auswahl und Nachwort von Hubert Witt. Carl Hanser Verlag, München 2016.
- Ohne Umkehr. Notate. Wallstein Verlag, Göttingen 2018.
- Aus meinem Schattenreich. Gedichte. Auswahl und Nachwort von Wolfram Benda. Carl Hanser Verlag, München 2018.
- Die zweite Frau. Roman. Wallstein Verlag, Göttingen 2019, ISBN 978-3-8353-3440-3.
  - Die zweite Frau. Roman. btb Verlag, München 2021.
- Zu Gast im Labyrinth. Neue Gedichte. Carl Hanser Verlag, München 2019, ISBN 978-3-446-26463-2.

#### Kleinere Veröffentlichungen und Sammelbände
- Jäger ohne Beute. Erzählung. Verlag Neues Leben, Berlin (DDR) 1955.
- Der Kaiser von Hondu. Ein Fernsehspiel. Aufbau-Verlag, Berlin (DDR) 1959.
- Kunerts lästerliche Leinwand. Fotosatiren, Vignetten. Eulenspiegel Verlag, Berlin (DDR)1965.
- Betonformen – Ortsangaben. Essays. Verlag Literarisches Colloquium, Berlin 1969.
- Alltägliche Geschichte einer Berliner Straße. Aufgeschrieben und gezeichnet von Günter Kunert. Erzählung. Carl Hanser Verlag, München 1970.
- Der Hai. Erzählungen und kleine Prosa. Auswahl und Nachwort von Dietrich Bode. Philipp Reclam jun., Stuttgart 1974. (= Universal-Bibliothek. 9716)
- Jeder Wunsch ein Treffer. Kinderbuch. Illustrationen von Günter Edelmann. Gertraud Middelhauve Verlag, Velber bei Hannover 1976.
- Kinobesuch. Geschichten. Kurzprosa. Insel-Bücherei 1007/1. Insel-Verlag Anton Kippenberg, Leipzig 1976.
- Berliner Wände. Bilder aus einer verschwundenen Stadt. Essay. Mit Fotografien von Thomas Hoepker. Carl Hanser Verlag, München 1976.
- Heinrich von Kleist – Ein Modell. Essay. Akademie der Künste, Berlin 1978.
- Die Schreie der Fledermäuse. Geschichten – Gedichte – Aufsätze. Herausgegeben von Dieter E. Zimmer. Carl Hanser Verlag, München 1979.
  - Die Schreie der Fledermäuse. Geschichten – Gedichte – Aufsätze. Ullstein, Frankfurt am Main 1981.
  - Die Schreie der Fledermäuse. Geschichten – Gedichte – Aufsätze. Bertelsmann, Gütersloh 1990.
- Acht bunte Blätter. Reproduktionen von Ölgemälden des Autors. Eulenspiegel Verlag, Berlin (DDR) 1979.
- Drei Berliner Geschichten. Mit Zeichnungen des Autors. Aufbau-Verlag, Berlin/Weimar 1979.
- Unruhiger Schlaf. Gedichte. Deutscher Taschenbuch Verlag, München 1979.
- Literatur im Widerspruch. Kurzprosa. Mit Materialien. Ernst Klett Verlag, Stuttgart 1980.
- Futuronauten. Drama. Gustav Kiepenheuer Bühnenvertriebs-GmbH, Berlin 1981. (Nicht im Buchhandel)
- Lieferung frei Haus. Mit Materialien. Kurzprosa. Ernst Klett Verlag, Stuttgart 1981.
- Die letzten Indianer Europas. Essay. Edition Toni Pongratz, Hauzenberg bei Passau 1983.
- Auf Noldes Spuren. Essay. Mit Fotografien von Heinz Teufel. Grube & Richter Verlag, Hamburg 1983.
- Stille Zwiesprache. Bildnisse von Deutschen. Essay / Mit Fotografien von Derek Bennett. Carl Hanser Verlag, München 1983.
- Kain und Abels Brüderlichkeit. Eine Rede. Edition Toni Pongratz, Hauzenberg bei Passau 1984.
- Deutsche Autoren heute. Teil 6. Jurek Becker und Günter Kunert werden in Gespräch und Lesung vorgestellt. DARUF Deutscher Auslandsdienst für Rundfunk und Fernsehen. Inter Nationes, Bonn-Bad Godesberg 1984.
- Vor der Sintflut. Das Gedicht als Arche Noah. Frankfurter Vorlesungen. Essay. Carl Hanser Verlag, München 1985.
- Vogelscheuchen. Ein phantastisches Panoptikum. Essay. Mit Fotografien von Hans. W. Silvester. DuMont Buchverlag, Köln 1984.
- Der Wald. Essay / Fotografien von Guido Mangold u. a. Ellert & Richter Verlag, Hamburg 1985.
- Berliner Nächte. Laternenbilder. Essay / Mit Fotografien von Michael Engler. Ellert & Richter Verlag, Hamburg 1986.
- Toskana. Essay / Mit Fotografien von Klaus Bossemeyer. Ellert & Richter Verlag 1986.
- Zeichnungen und Beispiele. Gedichte, Epigramme und Zeichnungen. Droste Verlag, Düsseldorf 1987.
- Meine Katze. Essay / Katzen-Fotografien von Gisela Caspersen. Ellert & Richter Verlag, Hamburg 1988.
- Die befleckte Empfängnis. Gedichte. Aufbau-Verlag, Berlin/Weimar 1988.
- Ich Du Er Sie Es. Gedichte und Zeichnungen. Ravensburger Buchverlag Otto Maier, Ravensburg 1988.
- Fußnoten zum Fortschreiten. Deutsche Schule London, Richmond 1988. (= Londoner Lesehefte. Band 9).
- Auf Abwegen und andere Verirrungen. Kurzprosa. Carl Hanser Verlag, München 1988.
- Aus vergangener Zukunft. Erzählungen. Aufbau-Verlag, Berlin/Weimar 1990.
- In Schleswig Holstein. Zwischen den Meeren. Essay / Fotografien. Eulen Verlag, Freiburg 1990.
- Gedichte und Geschichten. Zusammengestellt von Günter Kunert. Deutscher Bücherbund, Stuttgart/München 1990.
- Ernst-Robert-Curtius-Preis für Essayistik 1991. Dokumente und Ansprachen. Essay / Reden. Bouvier Verlag, Bonn, Berlin 1991.
- Mondlichtlandschaft. Gedichte und Bilder. Mit Zeichnungen von Glyn Uzzell. Edition Lutz Arnold im Steidl Verlag, Göttingen 1991.
- Friedrich-Hölderlin-Preis. Reden zur Preisverleihung am 7. Juni 1991. Magistrat der Stadt, Bad Homburg vor der Höhe 1991.
- Ostbad: Gerhard Gäbler: Fotografien. Mit Texten von Günter Kunert. Verlag J. H. W. Dietz Nachf. Bonn 1991.
- Berlin. Essay / Fotografien von Günter Schneider. Bouvier Verlag, Bonn/Berlin 1991.
- Grützkes Sphinx. Kunstbetrachtung. Merlin Verlag, Gifkendorf 1994.
- Auf leisen Pfoten. Essay / Katzen-Fotografien von Gisela Caspersen. Ellert & Richter Verlag, Hamburg 1995.
- Der Prophet Theodor Lessing. Ein Vortrag. Essay. europäische ideen, Berlin 1995, Donat Verlag, Bremen 1995.
- Schatten entziffern. Gedichte, Prosa. 1950 – 1994. Reclam Verlag, Leipzig 1995.
- Günter Kunert. Lyrik und Prosa. Edition Gedichte-Bühne, Heft 4, Esslingen 1996.
- Da sind noch ein paar Menschen in Berlin. Essay / Fotografien von Konrad Hoffmeister. C. J. Bucher Verlag, München 1999.
- Katzen. Eine Bilderreise. Essay und Fotografien. Ellert & Richter Verlag, Hamburg 1999 (veränd. Auflage 2002).
- Der steinerne Gast – Goethe unterwegs in Weimarer Wohnzimmern. Essay / Fotografien von Harald Wenzel-Orf. Glaux Verlag Christine Jäger, Jena 1999.
- Immer wieder am Anfang. Erzählungen und kleine Prosa. Reclam Verlag Stuttgart 1999.
- Gedichte. Herausgegeben von Raoul Schrott, Siegfried Völlger und Michael Krüger. Carl Hanser Verlag, München 1999.
- Mit hundert Jahren war ich noch jung. Die ältesten Deutschen. Essay. Mit Fotografien von Harald Wenzel-Orf. Econ Verlag, München 2000.
- Aus fünf Jahrzehnten. Weilheimer Hefte zur Literatur, 53. Ausgabe, Weilheim 2001.
- Hier und jetzt – und einmal. Stadtbilder von André Krigar mit Gedichten von Günter Kunert. Dahlemer Verlagsanstalt, Berlin 2004.
- Kunerts Antike. Eine Anthologie. Herausgegeben von Bernd Seidensticker und Antje Wessels. Rombach Verlag, Freiburg im Breisgau 2004.
- Katzen des Südens. Essay. Mit Fotografien von Christina Krutz und Harald Braun. Elisabeth Sandmann Verlag, München 2005.
- Im letzten Garten. Besuch bei toten Dichtern. Essay. Herausgegeben und mit Fotografien von Peter Andreas. Gerstenberg Verlag, Hildesheim 2005.
- Aus der realen Fabelwelt. Gedichte. Verlag UN ART IG, Aschersleben 2006. Hrsg. von Paul Alfred Kleinert innerhalb der Lyrikreihe Zeitzeichen, ISBN 3-9810379-1-X.
- Josephine im Dunkeln. Kinderbuch. Leiv Verlag, Leipzig 2006.
- Vom Mythos alter Bäume. Essay / Baum-Fotografien von Maik Döser. Ellert & Richter Verlag, Hamburg 2006.
- Echos. Frühe Gedichte. Herausgegeben von Jürgen Müller. Privatdruck, Großhennersdorf 2009.
- Augenspielereien. Zeichnungen. Radierungen. Bronzen 1946 – 2010. Zahlreiche Abbildungen sowie Gedichte, Reflexionen und Notate. Handelskammer und Elsbeth Weichmann Gesellschaft, Hamburg 2010.
- Kunerts Katzen. Gedichte, Reflexionen, Zeichnungen. Aufbau-Verlag, Berlin/Weimar 2012.
- Gesichter Afrikas. Reflexionen. Mit Fotografien von Isolde Ohlbaum. Donat Verlag, Bremen 2015.
- Kurzfassung eines Lebenslaufes (datiert 20.10.1978). In: Sinn und Form 6/2022, S. 789-795.
- Kunerts Kino. Herausgegeben von Günter Agde. Edition Schwarzdruck, Gransee 2023.
- Zivilcourage. Drei autobiographische Berichte. In: Sinn und Form 5/2023, S. 581–593

#### Pressendrucke
- Keine Affäre. Geschichten. Berliner Handpresse, Berlin 1976.
- Bucher Nachträge. Prosa. Berliner Handpresse, Berlin 1978.
- Bomarzo. Vicino's Liebe. Kassette mit zwei Textheften und Bildtafeln. Großformatige Fotografien von Werner Krüger. Edition Edmund Schmidt, Köln 1980.
- Abendstimmung. Gedichte. Mit Holzschnitten von Heinz Stein. Pressendruck. Edition Toni Pongratz, Hauzenberg bei Passau 1983.
- Auf der Suche nach der wirklichen Freiheit. Geschichten. Pressendruck. Berliner Handpresse, Berlin 1983.
- Leben und Schreiben. Pfaffenweiler Literatur 17. Kurzprosa. Mit Offsetlithograhien von Horst Sobotta. Pfaffenweiler Presse, Pfaffenweiler 1983.
- Druckpunkt. Gedichte und Prosa über Berlin von Günter Kunert. Mit Original-Lithografien von Klaus Fußmann. Handpressendruck. Verlag Josef Peerlings, Krefeld 1988.
- Morpheus aus der Unterwelt. Erzählung. Holzschnitten von Heinz Stein. Verlag Thomas Reche, Passau 1992.
- Steine reden. Reflexionen. Mit einem Holzstich von Karl-Georg Hirsch. Verlag Thomas Reche, Passau 1994.
- Dschamp. Nr. 8. Elegien. Mit Siebdruckgrafiken von Roger David Servais. Handpressendruck. Edition Galerie auf Zeit, Berlin 1995.
- Aufmerken. Gedicht. Mit einem Holzstich von Karl-Georg Hirsch. Pressendruck. Mega-art Presse, Karow [1995].
- Islandwinter. Gedicht. Pressendruck. Mit zwei Holzschnitten von Karl-Georg Hirsch. Verlag Thomas Reche, Passau 1997.
- Eine Geschichte, die ich nicht schreiben konnte. Erzählung. Mit zwei Kupferstichen von Baldwin Zettl. Verlag Thomas Reche, Passau 1997.
- Die Therapie. Erzählung. Mit zwei Radierungen von Gerhart Bergmann. Verlag Thomas Reche, Passau 1999.
- „Eine Reise nach W. 2“ – „Mehr Licht“. Gedichte. Mit sechs Holzschnitten von Martin Max. Martin Max, Weimar 1999.
- Zu Besuch in der Vergangenheit. Erinnerungen. Ill. von Kurt Löb. Verlag Thomas Reche, Passau 2002.
- Vertrieben aus Eden. Liebesgedichte. Mit Siebdruckgrafiken von Roger David Servais. Handpressendruck. Edition Galerie auf Zeit, Berlin 2002.
- Grabrede. Erzählung. Mit Zeichnungen von Thomas Rug. Verlag Thomas Reche, Passau 2004.
- Neandertaler Monologe. Gedichte und Zeichnungen. Verlag Thomas Reche, Passau 2004.
- Die Brüste der Pandora. Weisheiten aus dem Alltagsleben. Kurzprosa. Lyrik. Zeichnungen. Mit Radierungen von Rudolf Grossmann und Hans Gött und einer Originallithografie von Hugo Troedle. Emphemera, München 2004.
- Wohnen. Die Stadt als Museum. Das Stadion. Essays. Mit Radierungen von Friedel Anderson. Quetsche Verlag für Buchkunst, Witzwort 2005.
- In der Ferne. Gedicht. Leporello. Handkolorierte Radierung von Gisela Mott-Dreizler. Quetsche Verlag für Buchkunst, Witzwort 2005.
- angesichts dessen. Betrachtungen. Mit vier Linolschnitten von Johannes Grützke. Maximilian-Gesellschaft, Stuttgart, 2006.
- Endgültig morgens um vier. Gedichte. Mit 18 Original-Farblithographien von Klaus Fußmann. Edition Eichthal, Eckernförde 2007.
- Die wunderbaren Frauen. Erzählungen. Mit Lithografien von Hans-Ruprecht Leiß. Quetsche Verlag für Buchkunst, Witzwort 2008.
- Nächtlings abseits. Traumnotate. Mit zwei Radierungen von Günter Kunert. Leipziger Bibliophilen-Abend e. V., Leipzig 2008.
- Gestern bleibt heute. Aufzeichnungen. Mit vierzehn Fotografien von Paul Schaufe. Verlag Thomas Reche, Neumarkt 2009.
- Berliner Kaleidoskop. Aufzeichnungen. Mit Fotografien von Thomas Hoepker. Verlag Thomas Reche, Neumarkt 2011
- Bericht über ihn. Radierungen von Mathias Roloff. Berlin, 2011.
- Die geheime Bibliothek. Kurzprosa. Einblattdruck. Lithographie von Rolf Escher. The Bear Press, Bayreuth 2014.
- Der Schatz. Notat. Einblattdruck. Schablithographie von Rolf Münzner. The Bear Press, Bayreuth 2015.
- Dreierlei Thüringen. Mit der Original-Radierung Damokles des Autors. Literarische Gesellschaft Thüringen e. V., Weimar und Rudolstadt 2015. (= Dreierlei Thüringen. 10).
- Auftritt der Herren Dichter. Gedicht. Einblattdruck. Mehrfarbige Holzschnitte von Karl-Georg Hirsch. The Bear Press, Bayreuth 2016.
- Gedichte und Collagen. Herausgegeben von Carl-Walter Kottnik. Gestaltung Ajete Elezaj. Hamburg 2016.
- Nächtlings Verwandelt. Traumnotate. The Bear Press, Bayreuth 2016.
- Gespräch auf dem Mars im Jahre 2119. Notat. Einblattdruck. Radierung von Klaus Ensikat. The Bear Press, Bayreuth 2020.

#### Gespräche
- Die Intellektuellen als Gefahr für die Menschheit oder Macht und Ohnmacht der Literatur. Gespräch Günter Kunert und Reiner Kunze. Kunststiftung der Landesbank SH, Kiel 1999.

#### Herausgaben
- Nikolaus Lenau. Gedichte. Ausgewählt von Günter Kunert. Fischer Taschenbuch Verlag, Frankfurt am Main 1969. (= Fischer-Bücherei. 955).
- Mitherausgeber Herbert Sandberg: Ulenspiegel. Zeitschrift für Literatur, Kunst und Satire. Eine Auswahl 1945-1950. Eulenspiegel Verlag, Berlin 1978 / Carl Hanser Verlag, München 1978.
- Da hockt's im Moos, zwei Spannen groß. Herausgegeben und mit einem Nachwort von Günter Kunert. Illustrationen von Jürg Furrer. Huber, Frauenfeld 1980.
- Jahrbuch für Lyrik 3. Athenäum Verlag, Königstein/Ts. 1981. (= Das Gedicht. 8).
- Mein Lesebuch. Fischer Taschenbuch Verlag, Frankfurt am Main 1983. (= Fischer Taschenbücher. 5760).
- Lesarten. Gedichte der Zeit. Piper, München 1987. (= Serie Piper. 731).
- Aus fremder Heimat. Zur Exil-Situation heutiger Literatur. Deutsche Akademie für Sprache und Dichtung. Carl Hanser Verlag, München 1988. (= Dichtung und Sprache. 8).
- Dichter predigen. Reden aus der Wirklichkeit. Stuttgart: Radius-Verlag, 1989.
- Texte, die bleiben. Anthologie der Autoren. Radius-Verlag, Stuttgart 1998.
- Mitherausgeber Matthias Buth: Dichter dulden keine Diktatoren neben sich. Reiner Kunze. Die wunderbaren Jahre. Von Deutschland nach Deutschland. Ein Lesebuch zu Reiner Kunzes 80. Geburtstag. Verlag Ralf Liebe, Weilerswist 2013, ISBN 978-3-944566-05-4.

### Briefe
- Briefwechsel mit Nicolas Born von 1978 erstmals veröffentlicht im Rowohltschen Literaturmagazin erscheint im Mai 2007 mit Entwürfen und vorigem privaten Briefwechsel in Nicolas Born. Briefe. Hg. Katharina Born. Wallstein Verlag.

### Hörspiele und Features
- Der Teufel aus der Flasche. Hörspiel nach Robert Louis Stevenson. 1959.
- Fetzers Flucht. Funkoper (DDR 1959)
- Des Eisenhans Erinnerungen oder Paraphrase über ein deutsches Thema. Regie: Dieter Hasselblatt. (DLF 1966)
- Orpheischer Dialog mit einer Art Publikum. Regie: Wolfgang Schenk. (DLF 1967)
- Schöne Gegend mit Vätern. Regie: Werner Grunow (DDR 1968)
- Familie Marx in einer fremden Stadt. Regie: Fritz-Ernst Fechner (DDR 1970)
- Eine Insel am Rande der Welt. 1971. Deutschlandsender.
- Mit der Zeit ein Feuer. Regie: Wolfgang Schonendorf 1971. Radio DDR I. / Regie: Jörg Jannings 1974. NDR
- Ehrenhändel. Regie: Wolfgang Schonendorf, 1972. Radio DDR I. / Regie: Hans Rosenhauer, 1973. NDR.
- Wahrzeichen oder Momentaufnahmen aus Amerika. Regie: Werner Grunow (DDR 1975)
- Ein anderer K. Regie: Horst Liepach (DDR 1976) und Regie: Hans Rosenhauer (NDR/HR/SFB 1977)
- Teamwork. Regie: Hans Rosenhauer, 1981. NDR.
- Briefwechsel. Regie: Hans Rosenhauer, 1983. NDR.
- Countdown. Regie: Heiner Schmidt, 1983. Bayerischer Rundfunk.
- Kein Anschluß unter dieser Nummer., Regie: Heinz Hostnig, 1985. NDR.
- Unter vier Augen. Regie: Jörg Jannings, 1987. NDR.
- Hitler lebt. Regie: Hans Rosenhauer, 1987. NDR / SFB / SWF
- Männerfreundschaft. Regie: Ulrich Heising, 1988. Bayerischer Rundfunk.
- Besuch bei Dr. Guillotin. Regie: Bernd Lau, 1989. Bayerischer Rundfunk.
- Stimmflut. Regie: Hans Rosenhauer, 1989. NDR.
- Der zwiefache Mann. Regie: Waltraud Heise, 1989. NDR
- Das Experiment. Regie: Hans Rosenhauer, 1992. NDR / MDR
- Die Therapie. Regie: Bärbel Jarchow, 1993. RIAS Berlin.
- Ostragon und Wessimir. Regie: Otto Düben, 1993. MDR / ORB.
- Fantasien über das Verbrechen. Regie: Hans Rosenhauer, 1994. MDR.
- Treffen auf der Sandkrugbrücke. Regie: Patrick Blank 1995. Südwestfunk.
- Am Sexophon: Esmaralda. Regie: Walter Niklaus 2001. MDR.
- Nummer 563.000, Planquadrat C 3. 2002. NDR.
- Die Puppe. Regie: Walter Niklaus 2004. MDR.
- Keine weiteren Vorkommnisse. Regie: Steffen Moratz. 2008 MDR.
- Das Ei. Regie: Christoph Dietrich. 2009. NDR.
- Der Gondoliere von Itzehoe. Regie: Walter Niklaus 2011. MDR.
- Nachrufe. Regie: Stefan Kanis, 2012. MDR.

### Tonträger
- Lagebericht. Gedichte und Prosa gelesen vom Autor (LP).  Deutsche Grammophon, Hamburg 1980.
- Fremd daheim. Gedichte und Prosa gelesen vom Autor. (CD). Der HörVerlag. München 1999.
- Selbstinterpretationen. Vortrag (MC). SWR Media, Baden-Baden 2000.
- Briefwechsel. Hörspiel (MC). Hörzeichen Verlag,  Gerichshain 2000.
- Fantasien über das Verbrechen. Hörspiel (MC). Hörzeichen Verlag, Gerichshain 2000.
- Ostragon und Wessimir. Hörspiel (MC/CD).  Hörzeichen Verlag, Gerichshain 2000.
- Countdown. Hörspiel (MC).  Hörzeichen Verlag,  Gerichshain 2001.
- Günter Kunert – Schriftsteller und Dichter im Gespräch mit Peter Köster. Interview (MC). SWR Media, Baden-Baden 2001.
- Am Sexophon: Esmeralda. Hörspiel (MC). Hörzeichen Verlag, Gerichshain 2001.

### Filmdrehbücher
- 1953: Das Stacheltier: Eine Liebesgeschichte
- 1954: Das Stacheltier: Abseits
- 1960: Seilergasse 8 – Regie: Joachim Kunert
- 1961: Guten Tag, lieber Tag – Regie: Gerhard Klingenberg
- 1961: Vom König Midas – Regie: Günter Stahnke
- 1962: Das zweite Gleis – Regie: Joachim Kunert
- 1962: Fetzers Flucht – Regie: Günter Stahnke
- 1962/1990: Monolog für einen Taxifahrer – Regie: Günter Stahnke
- 1963: Vom König Midas
- 1968: Abschied (auch Schauspieler) – Regie: Egon Günther
- 1968: Fleiß und Faulheit – Regie: Johann-Richard Hänsel
- 1969: Alltägliche Geschichten einer Berliner Straße – Regie: Johann-Richard Hänsel
- 1971: Karpfs Karriere – Regie: Bernhard Wicki
- 1971: Zentralbahnhof – Regie: Johann-Richard Hänsel
- 1973: Berliner Gemäuer
- 1976: Beethoven – Tage aus einem Leben – Regie: Horst Seemann
- 1976: Berlin mit Unterbrechungen – Regie: Rudolf Laepple
- 1977: Unterwegs nach Atlantis – Regie: Siegfried Kühn
- 1984: Die Rückkehr der Zeitmaschine
- 1984: Der blinde Richter – Regie: Vojtěch Jasný
- 1985: Der Schiedsrichter – Regie: Rolf von Sydow
- 1986: Die Sterne schwindeln nicht – Regie: Helmut Kissel
- 1991: Nachruf auf die Mauer – Regie: Marina Bartsch-Rüdiger
- 1992: Endstation Harembar – Regie: Rainer Wolffhardt

### Film
- Günter Kunert und die Sächsische Schweiz, Produktion: Claus Spahn, WDR 1993.